# Astatula
Astatula – miasto w Stanach Zjednoczonych, w stanie Floryda, w hrabstwie Lake.